# Forever 21
Forever 21 ist eine US-amerikanische Kette von Bekleidungsgeschäften. Dort werden Kleidung und Accessoires für junge Männer, Frauen und Teenager angeboten. Forever 21 hat Niederlassungen in den meisten Großstädten in Amerika, Europa, Asien und dem mittlerern Osten. Am 30. September 2019 meldete die Firma Insolvenz an.

## Geschichte

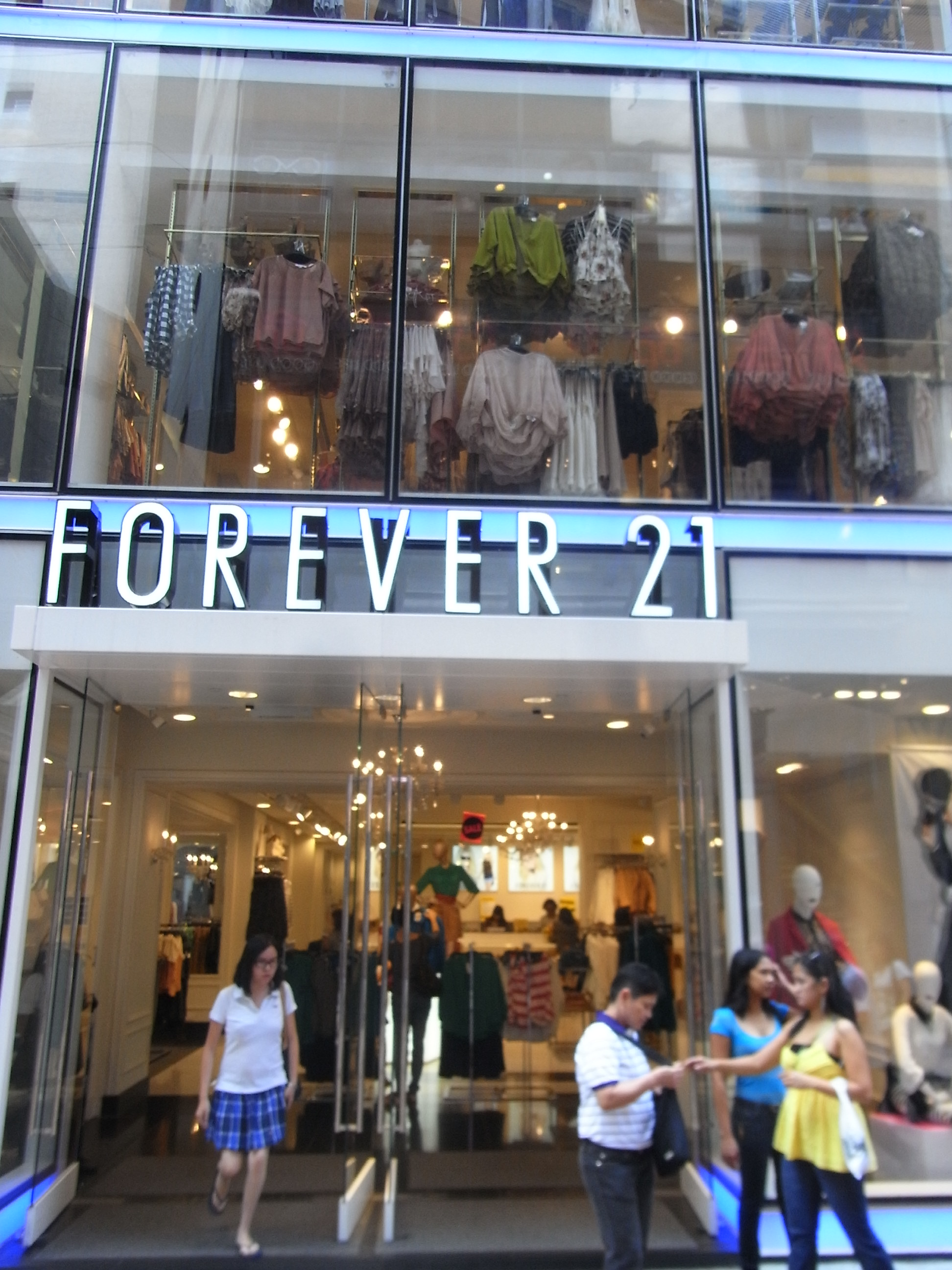
Forever 21 Filiale in Hongkong

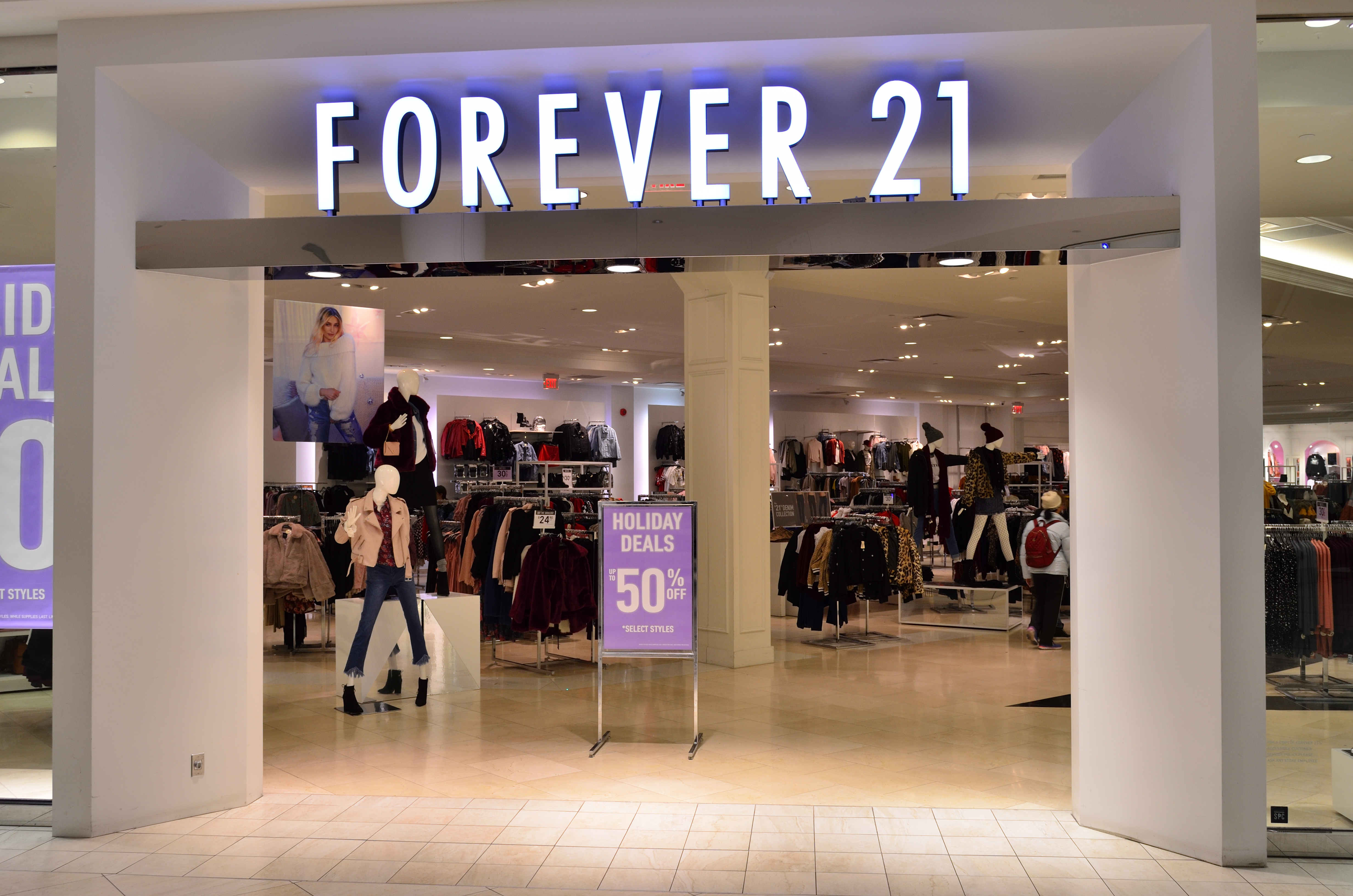
Forever 21 Filiale in Markham

Die Kette hieß früher Fashion21 und war eher für Kinder und Jugendliche gedacht. Das erste Geschäft wurde am 21. April 1984 in Los Angeles von Do Won Chang und seiner Frau Jin Sook Chang eröffnet. Im Sommer 2017 war das Unternehmen mit über 700 Filialen in mehr als 50 Ländern tätig. Bereits im August 2019 berichteten verschiedene Medien, dass sich das Unternehmen auf eine mögliche Insolvenz vorbereite. Nach der Insolvenz im September 2019 kündigte das Unternehmen an, bis zu 178 Geschäfte in den USA zu schließen und internationale Standorte in Europa und Asien aufzugeben.

## Läden
Das Forever 21 Einzelhandelsunternehmen ist in 57 Staaten vertreten und betrieb zum Zeitpunkt der Insolvenzanmeldung im September 2019 815 Shops in verschiedenen Formaten. Ladenformate waren Forever21, XXI Forever und Heritage 1981. Es gibt auch viele Marken, die in den Läden entstanden sind, wie zum Beispiel Forever21+, Love21, Forever21 girls und 21men. Die Kleidung ist an koreanische, europäische und amerikanische Mode-Trends angelehnt.

## Filialen in Europa
Forever 21 betrieb in Europa insgesamt 17 Filialen in Deutschland, Frankreich, Italien, Polen, den Niederlanden, Rumänien, Spanien, Tschechien, dem Vereinigten Königreich und auf Zypern. Die deutsche Filiale befand sich in Berlin. Während der Insolvenz Ende 2019 wurden alle Filialen in Europa geschlossen.